# NGC 1077A
NGC 1077A (ook: NGC 1077-1) is een spiraalvormig sterrenstelsel in het sterrenbeeld Perseus. Het hemelobject werd op 16 augustus 1885 ontdekt door de Amerikaanse astronoom Lewis A. Swift.

## Synoniemen
- PGC 10468
- UGC 2230
- MCG 7-6-69
- ZWG 539.95
- IRAS02428+3952